# 6070 Rheinland
A 6070 Rheinland (ideiglenes jelöléssel 1991 XO1) a Naprendszer kisbolygóövében található aszteroida. Freimut Börngen fedezte fel 1991. december 10-én.